# Städtischer Friedhof Neumünden

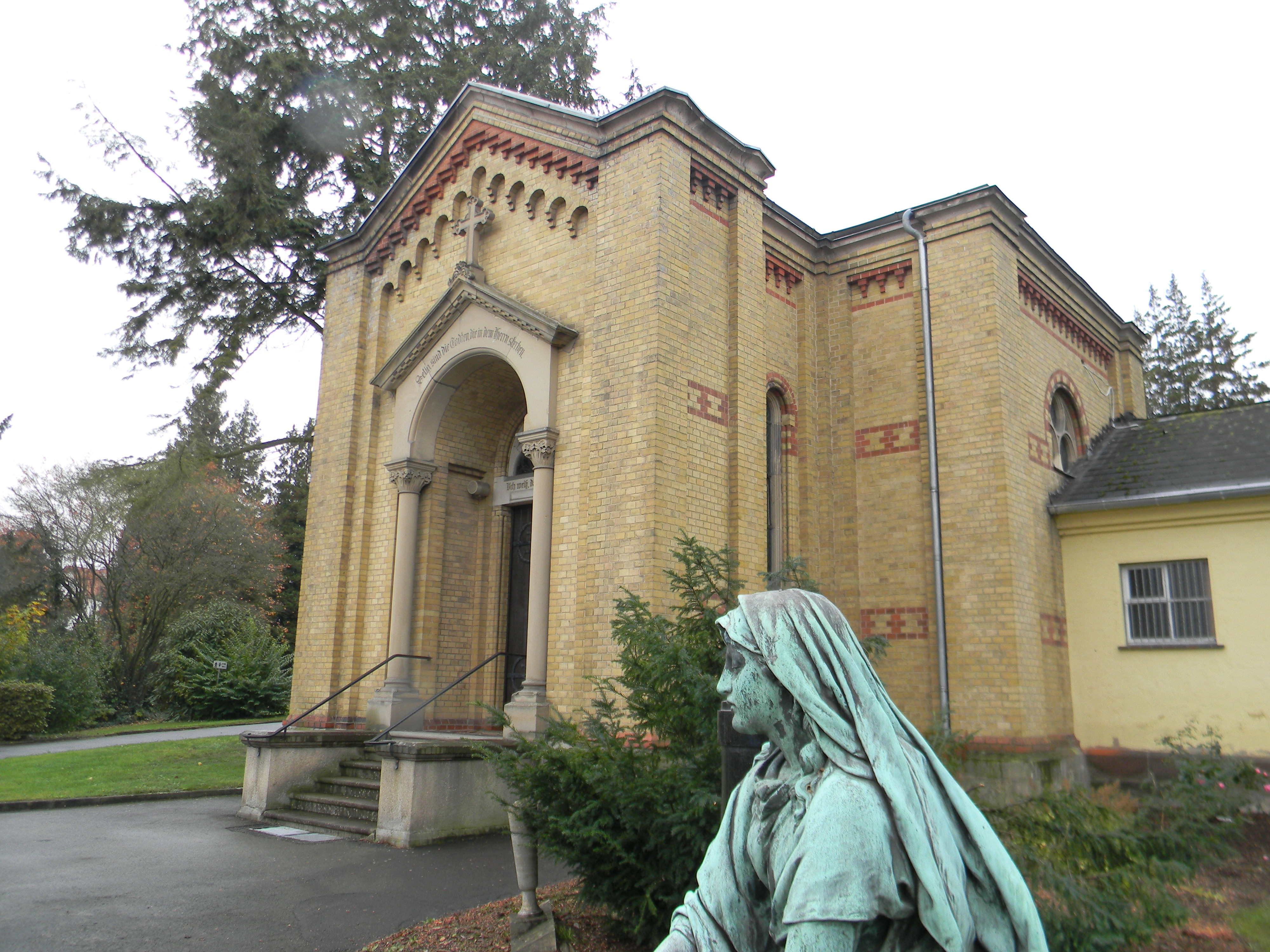
Außenansicht der historischen Friedhofskapelle von 1883 auf dem Friedhof Neumünden

Der Städtischer Friedhof Neumünden ist ein historischer Friedhof im Stadtteil Neumünden in Hann. Münden. Er ist zu einem Teil nur noch für Urnenbeisetzungen in Benutzung. Auf dem Friedhof gibt es Gräberfelder für deutsche und ausländische Kriegstote. Der Friedhof besitzt in Teilen einen parkähnlichen Charakter mit einem alten Baumbestand. 

## Geschichte und heutige Nutzung
Als der alte Friedhof an der Bahnhofstraße (jetzt Wall) nach 33-jähriger Belegdauer im Jahre 1882 geschlossen werden musste, entschied sich der Rat der Stadt Münden für die Neuanlage eines Friedhofes an der Oberen Fähre, dem heutigen Friedhof Neumünden. Am 11. September 1882 erfolgte dort das erste Begräbnis eines Kindes namens Auguste Schmidt. 1883 wurde die Friedhofskapelle für Trauerfeiern fertiggestellt, die heute unter Denkmalschutz steht. In der Kapelle befinden sich historische Holzbänke mit bis zu 50 Sitzplätzen und eine Orgel. Nach umfangreichen Renovierungsarbeiten im Innen- und Außenbereich der Kapelle sind auch ein barrierefreier Zugang und moderne Sanitäranlagen vorhanden. Bemerkenswert ist der gemauerte Katafalk vor dem Rednerpult, der ursprünglich als Aufbahrungsstelle für Särge errichtet wurde.
Bereits im Jahre 1917 zeichnete sich ab, dass die bisher angelegten 3,5 ha Belegungsfläche nicht ausreichen würden, weshalb der Friedhof bis 1921 um den oberen, sogenannten neuen Teil, mit weiteren 3,5 ha erweitert wurde.
Aufgrund verschlechterter Bodenverhältnisse und begrenzter Belegungskapazitäten des Friedhofes beschloss der Rat der Stadt Hann. Münden 1961 die Anlegung eines neuen 6 ha großen Friedhofes oberhalb der Querenburg, den Friedhof Hermannshagen. Nach dessen Widmung am 1. Juli 1974 wurde die Schließung des Friedhofes Neumünden zum Jahre 1995 beschlossen.
Im Jahre 1994 wurde dieser Beschluss aufgehoben. Die Schließung beschränkt sich nun auf den oberen, sogenannten „neuen Teil“. Dieser kann somit nicht mehr mit Gräbern belegt werden. Dort befinden sich neu angepflanzte Obstbäume.
Auf dem unteren, „alten ursprünglichen“ Teil sind heute ausschließlich Urnenbeisetzungen in Urnengräbern zugelassen.

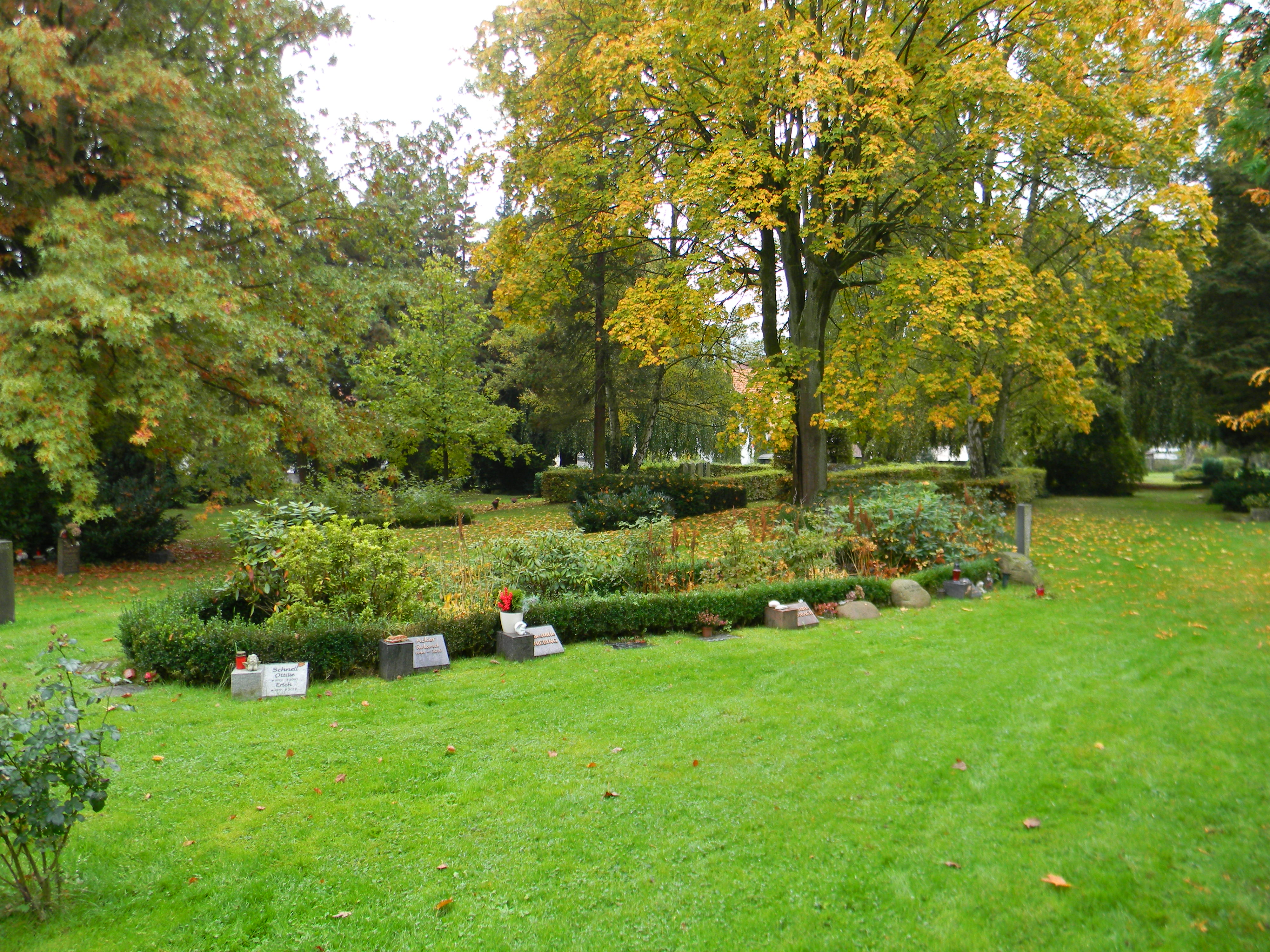
Urnenrasengräber

## Gräberfeld deutsche Kriegstote bis 1945

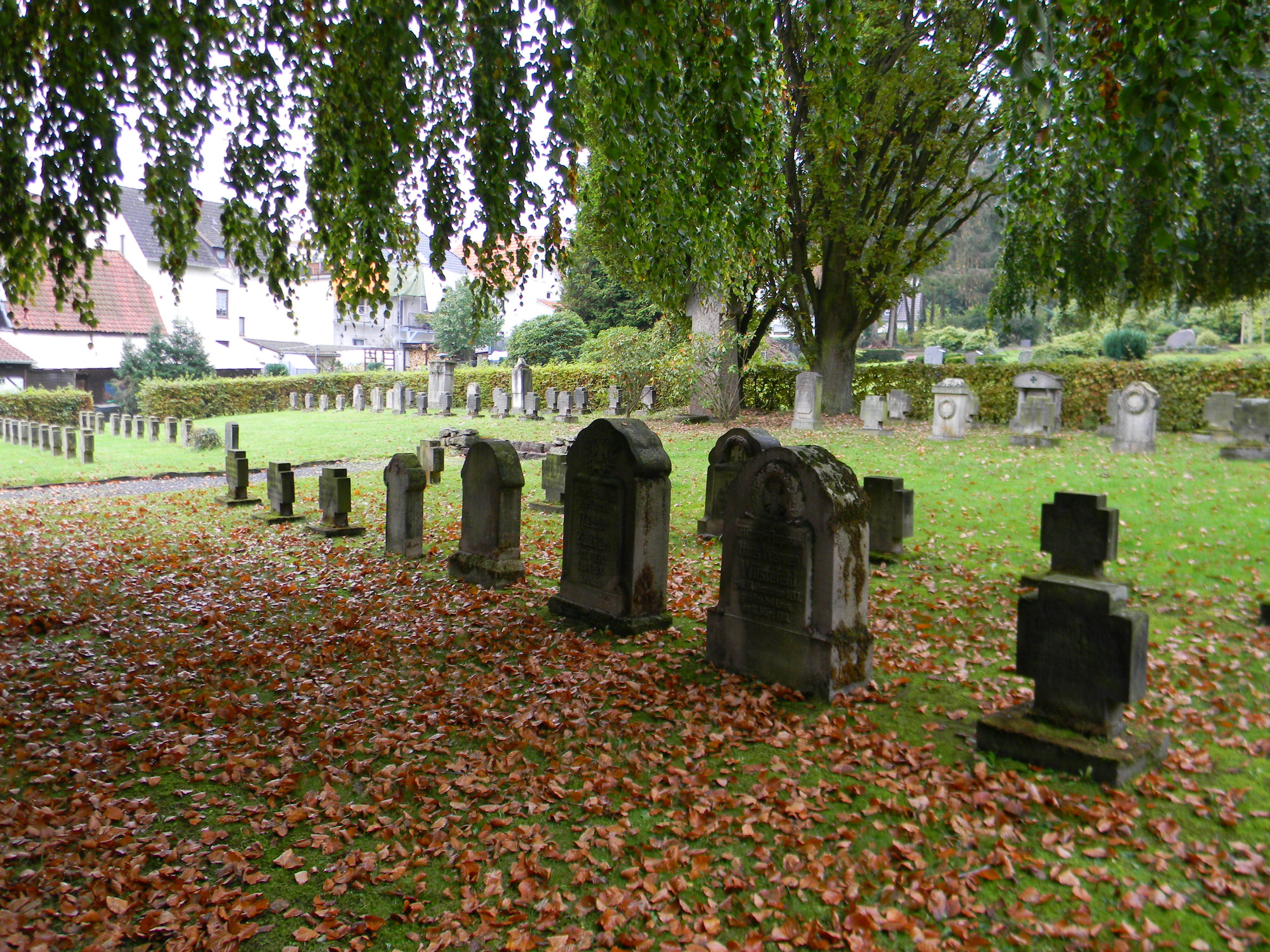
Kriegsgräberstätte für deutsche und ausländische Opfer der beiden Weltkriege

Auf dem Friedhof Neumünden befinden sich insgesamt vier Gedenkanlagen mit Gräbern von insgesamt 362 deutschen und 89 ausländischen Opfern aus beiden Weltkriegen:
Das Gräberfeld links vom Hauptweg ist den 117 deutschen Soldaten aller Truppengattungen sowie Zivilpersonen aus Hann. Münden gewidmet, die bis Anfang 1945 in Mündener Lazaretten verstarben oder durch Unfälle und Luftangriffe ums Leben kamen.
Das Gräberfeld deutsche Kriegstote während der Endkämpfe im April 1945 unterhalb Feld Eins ist den 154 Toten der Bombenangriffe auf die Bahnanlagen Ende März, der Kämpfe um Münden am 7. April 1945 sowie des Transportunglückes bei den gesprengten Autobahnbrücken bei Laubach am 18. Juli 1945 gewidmet. Sie ruhen in Massengräbern, ihre Namen sind auf acht Stelen festgehalten.
Das Gräberfeld der ausländischen Kriegsgefangenen und Zwangsarbeiter auf Höhe Feld Eins rechts vom Hauptweg ist den 89 Kriegsgefangenen, Zwangsarbeiter/-innen und Internierten – meist aus Polen und der ehemaligen Sowjetunion – Frauen, Männern und Kindern gewidmet, die in den Kriegsjahren und nach ihrer Befreiung in Hann. Münden gestorben sind.
Das Gräberfeld Erster Weltkrieg neben Feld Zwei ist 91 deutschen Soldaten gewidmet, die im Mündener Lazarett oder anderen Lazaretten verstorben sind und hier begraben bzw. nach hier überführt worden sind.